# Copenhagen Trophy
Copenhagen Trophy foi uma competição internacional de patinação artística no gelo de níveis sênior, júnior e noviço, sediado na cidade de Copenhague, Dinamarca.

## Edições
| Ano        | Edição               | Cidade sede          | Sênior               | Sênior               | Júnior               | Júnior               | Noviço               | Noviço               | Ref         |
| Ano        | Edição               | Cidade sede          | M                    | F                    | M                    | F                    | M                    | F                    | Ref         |
| ---------- | -------------------- | -------------------- | -------------------- | -------------------- | -------------------- | -------------------- | -------------------- | -------------------- | ----------- |
| 2002       | 1.ª                  | Copenhague           | •                    | •                    | •                    | •                    | •                    | •                    | [ 1 ]       |
| 2003       | 2.ª                  | Copenhague           | •                    | •                    | •                    | •                    | •                    | •                    | [ 2 ]       |
| 2004       | 3.ª                  | Copenhague           | •                    | •                    | •                    | •                    | •                    | •                    | [ 3 ]       |
| 2005       | 4.ª                  | Copenhague           | •                    | •                    | •                    | •                    | •                    | •                    | [ 4 ]       |
| 2006– 2007 | Não houve competição | Não houve competição | Não houve competição | Não houve competição | Não houve competição | Não houve competição | Não houve competição | Não houve competição | [ 5 ] [ 6 ] |
| 2008       | 5.ª                  | Copenhague           | –                    | •                    | •                    | •                    | •                    | •                    | [ 7 ]       |

## Lista de medalhistas

### Sênior

#### Individual masculino
| Evento                     | Ouro                                                                      | Prata                                                                     | Bronze                                                                    |
| Copenhague 2002 (detalhes) | Alexei Kozlov · Estônia                                                   | Naiden Borichev · Bulgária                                                | Peter Bækgaard Kjær · Dinamarca                                           |
| Copenhague 2003 (detalhes) | Alexei Vasilevski · Rússia                                                | Yon Garcia · Espanha                                                      | Peter Bækgaard Kjær · Dinamarca                                           |
| Copenhague 2004 (detalhes) | Samuel Contesti · França                                                  | Yoann Deslot · França                                                     | Krzysztof Komosa · Polônia                                                |
| Copenhague 2005 (detalhes) | Christian Rauchbauer · Áustria                                            | Zeus Issariotis · Grécia                                                  | Michael Felding · Dinamarca                                               |
| 2006–2008                  | Não houve competição; em 2008 não houve a disputa do individual masculino | Não houve competição; em 2008 não houve a disputa do individual masculino | Não houve competição; em 2008 não houve a disputa do individual masculino |

#### Individual feminino
| Evento                     | Ouro                     | Prata                      | Bronze                             |
| Copenhague 2002 (detalhes) | Anna Lundström · Suécia  | Julia Lautowa · Áustria    | Taru Karvosenoja · Suécia          |
| Copenhague 2003 (detalhes) | Idora Hegel · Croácia    | Diána Póth · Hungria       | Johanna Götesson · Suécia          |
| Copenhague 2004 (detalhes) | Idora Hegel · Croácia    | Tamara Dorofejev · Hungria | Chloé Katz · Estados Unidos        |
| Copenhague 2005 (detalhes) | Sanna Remes · Finlândia  | Madeleine Daleng · Noruega | Sarah Mooslechner · Suíça          |
| 2006–2007                  | Não houve competição     | Não houve competição       | Não houve competição               |
| Copenhague 2008 (detalhes) | Maria Taljegård · Suécia | Nanna Nilsson · Suécia     | Maria Lykke Kristensen · Dinamarca |

### Júnior

#### Individual masculino júnior
| Evento                     | Ouro                                      | Prata                           | Bronze                         |
| Copenhague 2002 (detalhes) | Michael Peters · Estados Unidos           | Mikko Minkkinen · Finlândia     | Antti Aalto · Finlândia        |
| Copenhague 2003 (detalhes) | Maxime-Billy Fortin · Canadá              | Viktor Pfeifer · Áustria        | Jeremy Abbott · Estados Unidos |
| Copenhague 2004 (detalhes) | Traighe Rouse · Estados Unidos            | Michael Peters · Estados Unidos | Eric Radford · Canadá          |
| Copenhague 2005 (detalhes) | Maciej Cieplucha · Polônia                | Manuel Koll · Áustria           | Justus Strid · Suécia          |
| 2006–2007                  | Não houve competição                      | Não houve competição            | Não houve competição           |
| Copenhague 2008 (detalhes) | Jesper Thraentoft Kristiansen · Dinamarca | Sebastian Iwasaki · Polônia     | Mathias Andersson · Suécia     |

#### Individual feminino júnior
| Evento                     | Ouro                          | Prata                            | Bronze                     |
| Copenhague 2002 (detalhes) | Johanna Götesson · Suécia     | Mari Hirvonen · Finlândia        | Marie Skärgård · Suécia    |
| Copenhague 2003 (detalhes) | Viktoria Helgesson · Suécia   | Samantha Karson · Estados Unidos | Irina Babenko · Dinamarca  |
| Copenhague 2004 (detalhes) | Camilla Andersen · Dinamarca  | Myriane Samson · Canadá          | Fleur Maxwell · Luxemburgo |
| Copenhague 2005 (detalhes) | Mia Brix · Dinamarca          | Sissi Keränen · Finlândia        | Matilda Rang · Suécia      |
| 2006–2007                  | Não houve competição          | Não houve competição             | Não houve competição       |
| Copenhague 2008 (detalhes) | Belinda Schönberger · Áustria | Laura Fernandez · Espanha        | Karina Johnson · Dinamarca |

### Noviço

#### Individual masculino noviço avançado
| Evento                     | Ouro                             | Prata                           | Bronze                      |
| Copenhague 2002 (detalhes) | David Weintraub · Estados Unidos | Karolin Metivier · Canadá       | Adrian Schultheiss · Suécia |
| Copenhague 2003 (detalhes) | Nathan Miller · Estados Unidos   | Jesper Kristiansen · Dinamarca  | nenhum outro competidor     |
| Copenhague 2004 (detalhes) | Brandon Mroz · Estados Unidos    | Jeremy Steeger · Estados Unidos | Sebastian Iwasaki · Polônia |
| Copenhague 2005 (detalhes) | Patrick Wong · Canadá            | Alexander Majorov · Suécia      | Sebastian Iwasaki · Polônia |
| 2006–2007                  | Não houve competição             | Não houve competição            | Não houve competição        |
| Copenhague 2008 (detalhes) | Matthias Versluis · Finlândia    | Pavel Ignatenko · Bielorrússia  | Keiran Araza · Dinamarca    |

#### Individual feminino noviço avançado
| Evento                     | Ouro                           | Prata                       | Bronze                           |
| Copenhague 2002 (detalhes) | Brianna Perry · Estados Unidos | Fleur Maxwell · Luxemburgo  | Cecilia Karlsson · Suécia        |
| Copenhague 2003 (detalhes) | Josephine Ringdahl · Suécia    | Myriane Samson · Canadá     | Samantha Kinney · Estados Unidos |
| Copenhague 2004 (detalhes) | Diane Szmiett · Canadá         | Kim Caissy · Canadá         | Devon Aigner · Estados Unidos    |
| Copenhague 2005 (detalhes) | Erika Tisluck · Canadá         | Joshi Helgesson · Suécia    | Kristine Gustavsson · Suécia     |
| 2006–2007                  | Não houve competição           | Não houve competição        | Não houve competição             |
| Copenhague 2008 (detalhes) | Josefin Taljegård · Suécia     | Timila Shrestha · Finlândia | Anita Madsen · Dinamarca         |